# Joe Jusko
Joe Jusko est un peintre et dessinateur américain né le 1er septembre 1959 à New York.

## Biographie
Il réalise des couvertures de comics pour Marvel et DC. Il étudie au High School of Art and Design et devient assistant de Howard Chaykin. À 18 ans il illustre la couverture du magazine Heavy Metal. Il est inspiré par l'art de John Buscema.

## Œuvres

### Couvertures de comics
- Birds of Prey
- Batman-Catwoman
- Black Panther
- Conan the Barbarian et The Savage Sword of Conan
- Captain America
- Cops: The Job
- Deathlok
- Doctor Doom
- Freddy Krueger
- Spider-Man
- Star Wars
- Mary Jane Watson
- Nick Fury
- Superman
- She-Hulk
- Generation X
- Heavy Metal
- The Incredible Hulk & The Mighty Thor
- Lady Pendragon
- Lady Death
- The Punisher WarZone
- Silver Surfer
- Silver Sable
- Sheena, Queen of the Jungle
- Iron Man
- Lara Croft
- Red Skull
- Red Sonja
- Royal Rumble 91-92
- Tarzan
- Thanos
- Ultron
- Vampirella
- Venom
- Witchblade
- Wolverine
- Wonder Woman
- X-Men
- Wizard
- InQuest Gamer

### Recueils d’illustrations
- Joe Jusko: The Art of Edgar Rice Burroughs (FPG, Inc.)
- The Art of Joe Jusko (Desperado Publishing)

### Cartes à collectionner
- Marvel Masterpieces
- cartes Fleer Ultra X-Men Wolverine